# Alfred CDP (Maine)
Alfred es un lugar designado por el censo ubicado en el condado de York en el estado estadounidense de Maine. En el Censo de 2020 tenía una población de 874 habitantes y una densidad poblacional de 85,27 habitantes por km². Fue incluido como CDP en el censo de 2020. 

## Geografía
Alfred se encuentra ubicado en las coordenadas 43°28′36″N 70°43′01″O / 43.47667, -70.71694. Según la Oficina del Censo de los Estados Unidos,  tiene una superficie total de 10,25 km², de la cual 10,18 km² corresponden a tierra firme y 0,07 km² a agua.